# Hannah Onslow
Hannah Onslow, född 1 april 1998, är en brittisk skådespelare.
Onslow har medverkat i flera filmer och TV-serien, och fick sitt stora genombrott i TV-serien Maffiablod hon spelade Diana Williams, en av seriens huvudroller.

## Filmografi (i urval)
- 2025 – Maffiablod (TV-serie)